# Euophrys sanctimatei
Euophrys sanctimatei är en spindelart som beskrevs av Władysław Taczanowski 1878. Euophrys sanctimatei ingår i släktet Euophrys och familjen hoppspindlar. Inga underarter finns listade i Catalogue of Life.